# روزولت پیک
روزولت پیک (به لاتین: Roseveltpiek) یک قله در سورینام است که در ناحیه سیپالیوینی واقع شده‌است. روزولت پیک ۶۴۴ متر بالاتر از سطح دریا واقع شده‌است.